# Какараска
Какараска (грч. Αγία Ελένη, Агија Елени) је насељено место у општини Сер у периферији Средишња Македонија, Грчка. Према попису из 2021. године био је 361 становник.
Према бугарском географу и историчару, Василу Канчову, у Какараски је 1900. године живело 500 Словена хришћана. Током Другог балканског и Првог светског рата село је настрадало и већи део мештана је избегао, тако је после рата остало 186 житеља. Године 1924. принудно је исељено 64 мештана а на њихово место су насељене 52 грчке избегличке породице, укупно 126 особа. На попису из 1928. године Какараска је мешовито грчко-словенско насеље са 371 становником.